# Colhuacan
Colhuacan was een van de Nahuatl-sprekende precolumbiaanse stadstaten (altepetl) in de Vallei van Mexico.
Volgens de mythologische traditie was Colhuacan (in de 10e eeuw) gesticht door de Chichimeekse leider Ce Tecpatl Mixcoatl, de vader van de legendarische Tolteekse leider Topiltzin Ce Acatl Quetzalcoatl, die Tollan tot zijn hoofdstad zou maken.

## Boturini Codex
Volgens de mythische migratiegeschiedenis van de Azteken in de Boturini Codex staken de Azteken van Aztlan in bootjes over naar Colhuacan, dat in verband werd gebracht met de plaats Quinehuayan, waar  acht clans (calpulli) uit een grot kwamen. Zij waren de Huexotzinca, Chalca, Xochimilca, Cuitlahuaca, Malinalca, Chichimeca, Tepaneca en Matlatzinca. Ze verlieten Colhuacan in het jaar 1 Vuursteen en vergezelden de Azteken op hun tocht, maar namen daarna in Coatlicamac afscheid van hen.

## Aubin Codex
Volgens de Aubin Codex reisden de Azteken ook van Aztlan naar Colhuacan en daarna verder, maar trokken ze op een gegeven moment van Chapultepec naar Acocolco en verder naar Contitlan, in Tizaapan-Colhuacan, waar ze vier jaar bleven en verder reisden naar Acatzintitlan/Mexicatzinco. 
In Acocolco werden de Azteken (Mexica) door hun vijanden omsingeld. Huitzilihuitl werd samen met zijn dochter Azcalxoch en haar oudere zuster Tozpanxoch naar de woestijn meegenomen. Huitzilihuitl en Azcolxoch werden naakt voor Coxcoxtli, de heer van Colhuacan gebracht. De Mexica verhuisden naar Contitlan in Colhuacan. De Colhua waren in oorlog met de Xochimilca en toen de Colhua in gevaar kwamen, riep Coxcoxtli in spotternij de Mexica op 8000 Xochimilca gevangen te nemen, omdat hen dat nooit zou lukken. De Mexica besloten de neuzen van hun krijgsgevangenen te verzamelen en streden in Cohuaapan. Ze lieten Coxcoxtli 3200 neuzen zien en Coxcoxtli was ontsteld en noemde de Mexico onmenselijk. De mexica maakte een altaar in Tizaapan-Colhuacan en ontstaken er het 'Nieuwe Vuur'. Daarop werden de Mexica verbannen uit Colhuacan en trokken ze verder.

## Geschiedenis
In 1299 hielp Coxcoxtli de Tepaneken van Azcapotzalco, de Xochimilca en andere steden de Mexica uit Chapultepec uit te stoten. Coxcoxtli gaf de Mexica daarna toestemming zich in het kale land van Tizapan te vestigen, ten zuidwesten van Chapultepec en zij werden vazallen van Colhuacan. De Mexica namen de cultuur van Colhuacan over en hun krijgers dienden als hulptroepen in de oorlogen van Colhuacan.
Acamapichtli, de tlatoani (heerser) van Tenochtitlan, was een kleinzoon van Coxcoxtli. In 1377 overmeesterde Azcapotzalco Colhuacan, grotendeels met Azteekse troepen. In 1428 hielp de Mexicaanse tlatoani Itzcóatl de hegemonie van Azcapotzalco omver te werpen en werd heerser van de Colhua.

## Tlahtohqueh Cōlhuahcān(heersers van Colhuacan)
- Huehue Topiltzin Nauhyotzin 717-763
- Nonohualcatl I 763-845
- Yohuallatonac 845-904
- Quetzalacxoyatzin 904-953
- Chalchiuhtlatonac 953-985
- Totepeuh 985-1026
- Nauhyotzin II 1026-1072
- Cuauhtexpetlatzin 1072-1129
- Nonohualcatl II 1130-1150
- Achitomecatl 1151-1171
- Cuauhtlatonac 1172-1185

(Chichimeekse dynastie)
- Mallatzin 1186-1200
- Cuauhtlahtolloc (caudillaje) 1200-1235
- Chalchiuhtlatonac II 1235-1245
- Cuauhtlix 1245-1252
- Yohuallatonac Telpochtli 1252-1259
- Tziuhtecatl 1260-1269
- Xihuitltemoc 1269-1281
- Coxcoxtli 1281-1307
- Cuauhtlahtolloc (caudillaje) 1307-1323
- Huehue Acamapichtli 1323-1336
- Achitomecatl Teomecatl II 1336-1347
- Nauhyotl Teuctli Tlamacazqui (Nauhyotzin III) 1347-1413
- Acoltzin 1413-1429
- Itzcoatl 1429-1440 (Tepaneekse heerser onder Maxtla)
- Xilomantzin 1440-1473
- Tlatolcatzin 1473-1482
- Tezozomoctli 1482-1521